# Cyrtothyrea rubriceps
Cyrtothyrea rubriceps är en skalbaggsart som beskrevs av Achille Raffray 1877. Cyrtothyrea rubriceps ingår i släktet Cyrtothyrea och familjen Cetoniidae. Utöver nominatformen finns också underarten C. r. ichthyurus.